# Korijen (biljke)
Korijen je jedan od triju osnovnih organa kopnenih biljaka. Služi učvršćivanju izdanka i opskrbljivanju biljke vodom i mineralnim tvarima iz tla. Razvija se iz klicinog korijenka, prilikom klijanja sjemenke. 
Pri vrhu korijena su korjenove dlačice - žive stanice koje služe upijanju vode iz tla. Taj se proces naziva osmoza. Trajnost korijenovih dlačica je nekoliko dana, a na mjestu stare uvijek se razvija nova. 
Korijen raste u dužinu pomoću tvornog staničja koje se nalazi na vrhu korijena. To su vrlo nježne tvorne stanice koje zaštićuju stare, već obamrle stanice koje čine korijenovu kapu. 
Ovakav korijen se razvija u primarni ili glavni korijen i bočne ogranke i zove se pravi korijen, a imaju ga sve golosjemenjače i dvosupnice. Naprotiv, u papratnjača i jednosupnica korijen nema sposobnost rasta u debljinu. Kod njih se razvija čupavo korijenje (adventivno).                                                                                  Parazitske i poluparazitske biljke (npr. Imela, Viscum album L.) nemaju razvijen korijen,                                                                             nego posebne sisaljke koje se nazivaju haustorije, pomoću kojih se pričvršćuju za domadara i sišu hranjive tvari. 
Na površini korijena nikada nema kutikule.
Dužina korijena ovisi o vrsti i uvjetima u kojima biljka živi.
Razgranjenje korijena povećava dužinu i površinu korijena te omogućuje rast u različitim smjerovima i bolju dostupnost vodi i mineralnim tvarima.
Korjenasto povrće podzemni su dijelovi biljaka, koji se koriste kao hrana. Korjenasto povrće općenito je biljni organ za skladištenje energije u obliku ugljikohidrata. Razlikuju se u koncentraciji i ravnoteži između škroba, šećera i drugih vrsta ugljikohidrata.
Glavni korijen
a) nastaje iz klicinog korijenka (lat. radicula)
b) ortotropan (raste okomito u odnosu na površinu zemlje
c) pozitivno geotropan (raste u smjeru djelovanja sile teže)
Bočni ogranci                                                                                                                                          
a) razvijaju se uvijek pod određenim kutom u odnosu na glavni korijen (karakteristika vrste/kultivara)
b) tanji su od glavnog korijena
c) manje su osjetljivi na djelovanje sile teže
d) plagiotropni rast (pružaju se paralelno s površinom tla)  

## Vrste korijena s obzirom na razgranjenje
1. Homorizno-adventivno korijenje                                                                                                                                                                                                                                                   Još se naziva i čupavo korijenje. Sastoji od više jednakih bočnih ogranaka. Nalazimo ga kod od jednosupnica i papratnjača (ne rastu sekundarno u debljinu).                        Adventivno korijenje može biti:                                                                                                                                                                                                                       spremišno adventivno korijenje– povećava parenhim 
repasto (mrkva, repa) – dvogodišnje biljke: 1 g. vegetativna, 2 g. generativno                                                                                                                                                          gomoljasto (dalije) – vegetativno razmnožavanje pomoću adventivnih pupova                                                                                                                                                   
stabljično adventivno korijenje                                                                                                                                                                                                                                      -  bršljan – prianjanje uz podlogu                                                                                                                                                                                                                                                - fikus, monstera – zračno korijenje (upija atmosfersku vodu - na vrhu korjenove dlačice). Kod velikih fikusa ima ulogu potpore (štake)                                                                                             - vrba, jagoda, magnolija – vegetativno razmnožavanje - reznicama
lisno adventivno korijenje                                                                                                                                                                                                                                            - afrička ljubica, begonija – vegetativno                                                                                                                                                                                                                                     - bagrem, šljiva – pravi bočni ogranak razvija izdanak iz korijenovog pupa
kod tropskih epifita razvijaju se trnovi koji su homologni korijenu
kontraktilno – skraćeno do 70% tako da se nad zemljom razvija rozeta (maslačak)
asimilacijsko – kod epifita - živi na drugoj biljci ali korijen uzima samo vodu donjim dijelom, a gornjim fotosintetizira (orhideje)
2. Alorizno korijenje = Glavni korijen + bočno korijenje.                                                                                                                                                                                            
To je razgranjeni sustav s akropetetalnim slijedom (najmlađe bočno krijenje je ono najbliži vrhu glavnog korjena).                                                                                                 
Bočni ogranci nastaju endogeno iz pericikla, a višekratnim grananjem pokrivaju čitavu površinu tla.                                                                                                                                                                                                
3. Viličasto korijenje
Još se naziva i dihotomsko korijenje, a nalazimo ga kod crvotočina (npr. Selaginela sp.).
Nastaje tako da se vegetacijski vršak korijena podijeli na dva vrška, a iz svakog tog nastalog vrška razvija se jedan ogranak. 
Ta oba ogranka jednako su duga i dobro razvijena. Ovo je vrlo rijedak tip razgranjenja.